# ملتک (دهانه)
ملتک یک دهانه برخوردی در ماه‌ است.

## دهانه‌های اقماری
این دهانه ۲ دهانه اقماری دارد.
| Moltke | عرض جغرافیایی | طول جغرافیایی | قطر         |
| ------ | ------------- | ------------- | ----------- |
| A      | ۱.۰° S        | ۲۳.۲° E       | ۴.۰ کیلومتر |
| B      | ۱.۰° S        | ۲۵.۲° E       | ۵.۰ کیلومتر |